# غوي داردين
غوي داردين ، من مواليد 19 أكتوبر 1954 ، لاعب كرة قدم بلجيكي سابق.
لعب مع منتخب بلجيكا لكرة القدم.

## روابط خارجية
- غوي داردين على موقع الاتحاد البلجيكي (الإنجليزية)
- غوي داردين على موقع قاعدة بيانات كرة القدم.إي يو (الإنجليزية)
- غوي داردين على موقع ناشيونال فوتبول تيمز (الإنجليزية)
- غوي داردين على موقع عالم كرة القدم.نت (الإنجليزية)